# Roberto Campa

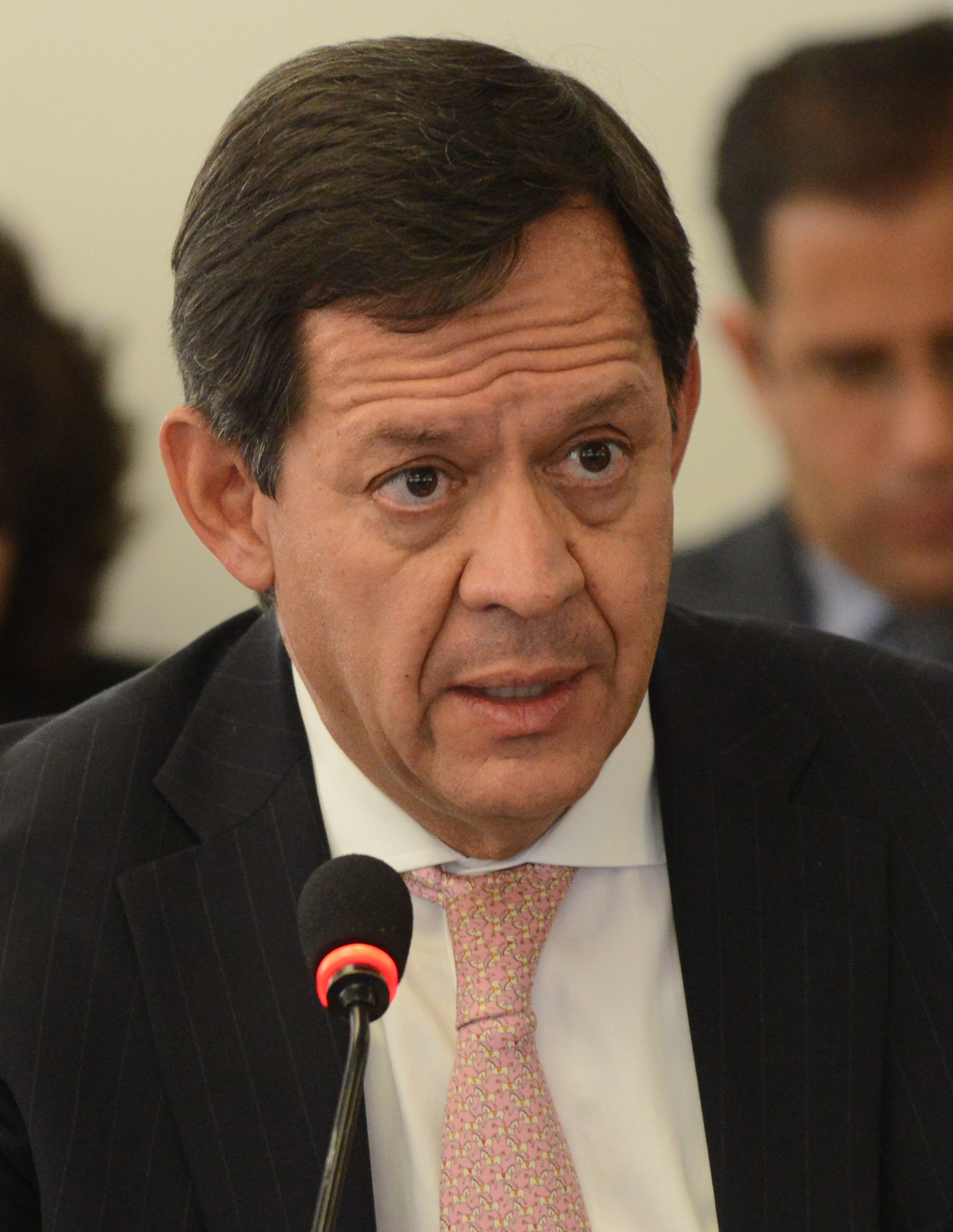
Roberto Campa

Roberto Rafael Campa Cifrián (Mexico-Stad, 11 januari 1959) is een Mexicaans politicus van de Nieuwe Alliantie (PANAL).
Campa sloot zich aan bij de Institutioneel Revolutionaire Partij (PRI), waarvoor hij enkele functies in het Federaal District bekleedde. Van 1994 tot 1997 en van 2003 tot 2006 zat hij in de Kamer van Afgevaardigden. Binnen de PRI was hij lid van de factie Unidad Democrática, die zich tegen Roberto Madrazo keerde. Toen deze tot presidentskandidaat voor de verkiezingen van 2006 werd verkozen, verliet Campa de partij en stapte hij over naar de nieuwe partij Nieuwe Alliantie, waardoor hij op 8 januari 2006 was benoemd tot presidentskandidaat. Campa haalde 0,96% van de stemmen bij deze verkiezingen.